# Cole Peak
Der Cole Peak ist ein 2140 m hoher Berg im westantarktischen Marie-Byrd-Land. Im Königin-Maud-Gebirge ragt er 10 km nordöstlich des Mount Doumani auf der Nordseite des Watson Escarpment auf.
Der United States Geological Survey kartierte ihn anhand eigener Vermessungen und Luftaufnahmen der United States Navy aus den Jahren von 1960 bis 1963. Das Advisory Committee on Antarctic Names benannte ihn 1967 nach Jerry D. Cole (* 1939), Pilot der Flugstaffel VX-6 der United States Navy am McMurdo-Sund in den Jahren 1957 und 1960.